# Šilentabor
Šilentabor – wieś w Słowenii, w gminie Pivka. 1 stycznia 2017 liczyła 10 mieszkańców.